# Bùi Mộc Đạc
Bùi Mộc Đạc (chữ Hán: 裴木鐸, 1265-1326), quê làng Tri Lai, tổng Tri Lai, Đại Việt (nay thuộc xã Phú Xuân – Thành phố Thái Bình, tỉnh Thái Bình, Việt Nam); là một quan văn nhà Trần.

## Tên gọi
Ông tên thật Phí Mộc Lạc (費木落) nhưng sau được vua Trần Nhân Tông đổi tên thành Bùi Mộc Đạc với nghĩa Mộc Đạc là cái mõ đánh vang, do vua cho là họ Phí hiếm gặp và tên Mộc Lạc là tên xấu (Mộc Lạc trong tiếng Hán nghĩa là cây đổ, cây rụng), mang điềm chẳng lành. Theo Đại Việt sử ký toàn thư: "Sau này, nhiều người họ Phí trong nước hâm mộ danh tiếng của Mộc Đạc, đua nhau đổi làm họ Bùi".

## Sự nghiệp
Khoảng tháng 9 âm lịch năm 1306 khi đang giữ chức Trung thị đại phu, ông cùng Hàn lâm học sĩ Lê Tông Nguyên đi sứ nhà Nguyên để đáp lễ.
Tháng 11 âm lịch năm 1309, vua mới Trần Anh Tông triệu ông về kinh giao chức Trung thư thị lang.
Khi thượng hoàng Anh Tông sắp mất có bảo vua [Minh Tông]: "Mộc Đạc trải thờ ba triều, là người cung kính, thận trọng, giữ gìn, học thức khả quan, nên đãi ngộ cho khéo, chớ để bị người ta ngăn trở".
Do quá trình làm việc tốt, sau khi vua Trần Minh Tông nối ngôi (1314), năm 1320 ông được bổ nhiệm làm tri Thẩm hình viện sự, kiêm nhiệm Chuyển vận sứ lộ Hoàng Giang Hạ.
Bùi Mộc Đạc trong bất kỳ vị trí nào làm việc tận tụy, công minh, đem lại nhiều điều lợi cho nhân dân. Để nhớ công lao, vua Trần Minh Tông cho vẽ chân dung Bùi Mộc Đạc để ở nhà sách rồi định phong chức quan lớn hơn nhưng không kịp thì ông mất (tháng 3 âm lịch năm 1326, thọ 62 tuổi)

## Con cháu
- Bùi Thị Hý - nhà nho học, họa sĩ, thủy tổ nữ nghề gốm sứ Chu Đậu, doanh nhân, nhà hàng hải Việt Nam đầu thế kỷ 15, là cháu nội Bùi Quốc Hưng, hậu duệ đời thứ năm của Bùi Mộc Đạc
- Bùi Quốc Hưng, danh thần đời nhà Lê, sau được vua Lê ban quốc tính đổi thành Lê Quốc Hưng